# 展展与罗罗
展展与罗罗，又名Rabbit Bros，是中国大陆的一对流行音乐男子组合，成立于2016年10月1日，由施展、罗中凯两位音乐人组成。2018年，他们凭借一首原创歌曲《沙漠骆驼》走红網路。

## 成员简介
- 施展，昵称展展，1987年5月15日出生于河南平顶山。7岁时开始学习打乒乓球，两年后进入当地体校。但因体质欠佳，常在训练时感到不适，遂放弃体育生涯。不久，他对摇滚音乐产生了浓厚的兴趣。在年仅15岁时，他就组建了自己的首支乐队，并开始创作歌曲。那段时间，他与恩师许天胜结识。许天胜给他布置一个任务，即“用一段和声小调编出好的旋律”。这一旋律后来也成为歌曲《沙漠骆驼》前奏的一部分。2012年，施展与朋友合办了一所培训学校，次年又开了第二所[1]。

- 罗中凯，昵称罗罗，1987年9月5日出生于山东青岛。他从小热爱音乐，在小学、中学阶段担任过班级文艺委员。父母支持他学音乐，并让他去学习美声。而在临近高考时，他在一次偶然的机会路过琴房，听见有人在演唱流行歌曲，于是决定改学流行音乐。2007年，他成功考入北京现代音乐学院流行演唱系。当时施展亦在同所学校的爵士系就读，但两人互不相识。毕业后，他住过地下室，当过推销员和兼职声乐教师[1]。

## 组合经历

### 早期发展
施展、罗中凯两人初次碰面是在2014年底。当时罗中凯来到施展的培训学校参加面试，想成为这所学校的声乐教师。被录用后不久，他的教学品質得到了认可。
然而在2015年底，施展开办的两所培训学校因市场、运营等方面的问题而被迫转让出去，施展也因此负债累累。之后，施展、罗中凯两人决定成立独立工作室，在写歌的同时，还教吉他和声乐，并未考虑成立组合。直到他们把《沙漠骆驼》写完并计划拿去发表的时候，才意识到需要以组合的形式来呈现。

### 演艺事业
2016年10月1日，展展与罗罗组合正式成立。但发表方认为“展展与罗罗”这一组合名字太像昵称，而不像乐队。于是，他们又模仿国外乐队的风格，给自己的组合取了一个英文名——Rabbit Bros。后来两人又觉得这一名字不太好，于是去请教业内人士。在被告知“展展与罗罗挺好的，没问题”后，他们又将组合名字改回来。2017年6月19日，他们发表第一首单曲《沙漠骆驼》。
2018年，有一段拍摄于2017年年底的小视频在抖音短视频平台迅速流传。视频中，展展与罗罗和他们的好友、斗鱼TV网络主播寅子在一场朋友聚会上献唱《沙漠骆驼》，周围人纷纷拿起手机拍摄。不久，《沙漠骆驼》在抖音话题被使用次数达3.9亿，在酷狗音乐播放量超过14亿，还登上酷狗音乐、咪咕音乐排行榜榜首。同年11月11日，展展与罗罗参加腾讯视频原创音乐直播打榜节目《由你音乐榜样》，演唱成名曲《沙漠骆驼》。12月19日，推出首张组合EP《我的舞台》。该专辑总共收录3首歌曲，包括主打曲《我的舞台》，以及《沙漠骆驼》、《假象》。年底，参加《浙江卫视领跑2019演唱会》和《北京卫视环球跨年冰雪盛典》。
2019年1月，他们先后参加中国中央电视台综艺节目《我要上春晚》以及《2019年CCTV网络春晚》；除此之外，他们还参加了《2019年北京电视台春节联欢晚会》。2月22日，发表新单曲《一个人》。这首歌曲亦是电影《犬爱》的主题宣传曲。

## 争议事件
展展与罗罗的歌曲《沙漠骆驼》走红后，有网友指出，该曲抄袭自施展的恩师徐天胜于2003年创作的同名音乐作品《沙漠骆驼》，歌词、曲调几乎无更改。曾与徐天胜同在四楼乐队且参与歌曲部分制作的音乐人张志远，以及《平顶山日报》记者娄刚均表示，两首歌曲高度相似。2018年11月5日，两人签约的经纪公司公开声明与其终止所有合作关系。之后，展展与罗罗在新专辑《我的舞台》的发布会上晒出《沙漠骆驼》歌曲手稿，否认抄袭传闻。

## 作品

### 音乐作品

#### 专辑
| 年份   | 名称         | 类型 | 語言 | 唱片公司                 |
| 2018年 | 《我的舞台》 | EP   | 国语 | 北京视星文化发展有限公司 |

#### 单曲
| 发行时间 | 名称         | 语言 | 備註                               |
| -------- | ------------ | ---- | ---------------------------------- |
| 2017年   | 《沙漠骆驼》 | 国语 | 展展与罗罗的第一首单曲             |
| 2019年   | 《一个人》   | 国语 | 电影《犬爱》展展与罗罗版主题宣推曲 |

### 综艺节目
| 年份   | 頻道/平台 | 節目名稱                         | 備註                         |
| ------ | --------- | -------------------------------- | ---------------------------- |
| 2018年 | 腾讯视频  | 《由你音乐榜样》                 | 腾讯视频原创音乐直播打榜节目 |
| 2018年 | 浙江卫视  | 《浙江卫视领跑2019演唱会》       |                              |
| 2018年 | 北京卫视  | 《北京卫视环球跨年冰雪盛典》     |                              |
| 2019年 | CCTV      | 《我要上春晚》                   |                              |
| 2019年 | CCTV      | 《2019年CCTV网络春晚》           |                              |
| 2019年 | 北京卫视  | 《2019年北京电视台春节联欢晚会》 |                              |

## 荣誉及奖项
- 2018年11月29日，获得亚洲音乐盛典“最佳原创组合奖”[15][註 1]